# アタック ザ・ヒューマン
『アタック ザ・ヒューマン』は、1997年3月31日から1998年3月27日まで1年間、関西テレビで生放送されていた平日の関西ローカルワイドニュース番組である。フジテレビ発の全国ニュース『FNNニュース555 ザ・ヒューマン』の関西ローカルパートとして放送されていた。放送時間は毎週月曜 - 金曜 17:54.15 - 19:00 （日本標準時）。

## 概要
前身番組『アタック630』『アタック600』（週末版は『アタック530』）から続く関西テレビの夕方ローカルニュース（フジテレビ発FNN全国ニュースの改題版）「アタック」シリーズではあるが、タイトルはこれまでの「アタック+3桁数字（開始時刻）」ではなく、「アタック」と全国共通タイトルの『ザ・ヒューマン』を組み合わせた形となった（「アタック+FNN共通タイトル」は本番組が最初で最後である）。
しかしながら、このタイトルの和訳が「人を攻撃する」という意味になるため、放送当時の「TVガイド」（東京ニュース通信社）に視聴者から「ニュースのタイトルに相応しくない」という投書が寄せられていたことがある。一方で土曜と日曜に放送の週末版は、『FNNニュース ザ・ヒューマン』と「アタック」の無いタイトルで放送されていた（FNNニュース555 ザ・ヒューマン#FNN系列地方局における番組名参照）。

### アタックシリーズの終焉、スーパーニュースへ移行
1997年秋に関西テレビの本社が大阪市北区西天満から扇町へ移転したことに加え、1998年3月に『ザ・ヒューマン』の打ち切りならびに新番組『FNNスーパーニュース』を起ち上げることになったのに伴い、本番組も平日・週末版ともに1年で終了。これに伴い「アタック」の冠も廃止となり、1978年の『630』開始から19年半に亘る歴史に幕を下ろした。後継の新番組として『FNNスーパーニュースKANSAI』が新たにスタートを切り、ここから『スーパーニュース』シリーズへと移行していく。

## 歴代出演者

### 平日版
| 期間      | 期間      | キャスター | キャスター | スポーツ   | スポーツ   |
| 期間      | 期間      | メイン     | サブ       | スポーツ   | スポーツ   |
| --------- | --------- | ---------- | ---------- | ---------- | ---------- |
| 1997.3.31 | 1997.9.26 | 山本浩之   | 中島優子   | 豊田康雄   | 吉岡美賀子 |
| 1997.9.29 | 1998.3.27 | 中島優子   | 豊田康雄   | 杉本なつみ | 杉本なつみ |

### 週末版
- 杉山一雄
- 石巻ゆうすけ
- 山田恭弘
- 岡本栄[4]

## 主な番組進行

### 平日版
- 17:54.15 - 関西テレビの報道センターからキャスター挨拶・ヘッドライン3項目（後期には2項目）終了後、真ん中に「FNNニュース555 ザ・ヒューマン」の表示が出てくる。
- 17:55 - オープニング、東京のスタジオから全国ニュース（フジテレビ発）を放送。（中断CMあり）
- 18:20 - 「アタック ザ・ヒューマン」オープニング、関西ローカルニュース・特集（大阪からニューススタジオより放送）
- 18:40 - スポーツニュース（関西ローカル）
- 18:51 - 天気コーナー、エンディング・ENDクレジット

### 土曜版
- 18:00 - 「FNNニュース ザ・ヒューマン」オープニング、東京のスタジオから全国ニュース・特集コーナー・スポーツニュース（中断CMあり）
- 18:20 - 関西ローカルニュース・天気予報、提供クレジット・エンディング、ENDクレジット

### 日曜版
- 17:30 - 「FNNニュース ザ・ヒューマン」オープニング、東京のスタジオから全国ニュース・特集コーナー・スポーツニュース（中断CMあり）
- 17:50 - 関西ローカルニュース・天気予報、提供クレジット・エンディング、ENDクレジット

※コーナー切り替えごとにCMが入る。

## テーマ音楽
- 18:20に掛かっていたテーマ曲は、同時期に福島テレビ『ヤンマー提供FTVニュース』やテレビ山口『TYSナウ』と『TYSニュース』で使用されたものと同じである。
- 関西テレビが夕方のニュースに使用していたテーマ曲は、オリジナルテーマかフジテレビのテーマ曲の流用である場合がほとんどであった。